# Чапа (приток Вельмо)
Чапа — река в Эвенкийском, Северо-Енисейском и Енисейском районах Красноярского края России, левый приток Вельмо. Длина реки — 220 км (от истока Тырады — 236 км). Площадь водосборного бассейна — 5260 км².
Река берёт начало в северной части Енисейского кряжа в правобережье среднего течения Енисея, на высоте более 502 м над уровнем моря. Преимущественно течёт на северо-восток по холмистой местности с преобладанием ели, берёзы, кедра, пихты и сосны. В верхнем течении образует административную границу между Северо-Енисейским и Енисейским районами, ниже по течению — между Эвенкийским и Северо-Енисейским. В среднем течении на берегу находится нежилая фактория Чапа. В низовьях русло реки описывает крутой изгиб к северу, после чего поворачивает на юго-восток, и река течёт вдоль Чапского хребта. Перед устьем поворачивает на север. Впадает в Вельмо по левому берегу на отметке 102 м над уровнем моря, ниже впадения Теи, в 172 км от устья Вельмо. Ширина перед устьем — 111 м при глубине 0,8 м; скорость течения в низовьях составляет 0,8 м/с. 

## Основные притоки
Указаны поименованные притоки длиной 30 км и более
| Название          | Расстояние от устья | Длина | Положение |
| ----------------- | ------------------- | ----- | --------- |
| Большая Жадуга    | 62                  | 60    | левый     |
| Немчанка          | 81                  | 34    | правый    |
| Бурная            | 105                 | 31    | левый     |
| Чивида            | 120                 | 34    | правый    |
| Чингасан          | 129                 | 38    | правый    |
| Большой Алманакан | 146                 | 35    | правый    |
| Тырада            | 182                 | 54    | левый     |

## Данные водного реестра
По данным государственного водного реестра России и геоинформационной системы водохозяйственного районирования территории РФ, подготовленной Федеральным агентством водных ресурсов:
- Бассейновый округ — Енисейский
- Речной бассейн — Енисей
- Речной подбассейн — Подкаменная Тунгуска
- Водохозяйственный участок — Подкаменная Тунгуска от впадения Чуни до устья
- Код водного объекта — 17010500312116100050967